# Камігін
Камігін (себ. Lalawigan sa Camiguin; філ. Lalawigan ng Camiguin) — провінція Філіппін, розташована в морі Мінданао за 10 км на північ від острова Мінданао. Адміністративно провінція належить до регіону Північне Мінданао. Друга найменша за розмірами та населенням провінція Філіппін після провінції Батанес.

## Географія
Провінція складається переважно з острова Камігін, а також декількох інших навколишніх невеликих островів. Острів Камігін — це перлиновидний острів площею приблизно 238 км2. В довжину острів має близько 23 кілометрів і 14 кілометрів в ширину. Острів гірський, найвища точка понад 1500 м. По периметру острова проходить національна дорога довжиною близько 64 км.

### Адміністративний поділ
Адміністративно провінція поділяється на 5 муніципалітетів, які в свою чергу поділяються на 58 баранґаїв.

## Демографія
Згідно перепису населення 2015 року населення провінції становило 88 478 осіб. Густота населення становила 370 осіб/км2.
Найпоширенішою мовою є себуанська. Також використовується тагальська та англійська. Близько 95% населення сповідують католицтво.

## Економіка
Економіка базується на риболовлі та сільському господарстві, а найбільший дохід приносить видобуток копри. Інші сільськогосподарські продукти - абака, рис, манго та інші фруктові дерева. Зростаюча туристична індустрія покращила стан економіки провінції. Зросла кількість невеликих котеджних господарств у зв'язку із збільшенням припливу туристів.